# Zhang Yibai
Zhang Yibai (張一白, né le 14 avril 1963), de son vrai nom Zhang Xiaoling, est un réalisateur chinois.

## Biographie
Il commence sa carrière à la télévision et dans les clips avant de faire ses débuts de réalisateur en 2002 avec Spring Subway.
Comme beaucoup d'autres réalisateurs chinois d'aujourd'hui, il s'intéresse principalement à la vie dans les villes chinoises modernes. Spring Subway, par exemple, suit le protagoniste errant dans le métro de Pékin, tandis que son thriller mystérieux Curiosity Killed the Cat suit ses personnages dans la ville en pleine expansion de Chongqing dans le centre de la Chine.
Ses deux films suivants, The Longest Night in Shanghai (en) (2007) et Lost Indulgence (en) lui apportent une visibilité à l'étranger. Longest Night, avec Zhao Wei, constitue l'une des premières coproductions sino-japonaises, tandis que Lost est sélectionné pour la première du Festival du film de Tribeca de New York en 2008.

## Filmographie
| Année         | Titre                         | Titre chinois    | Notes                       |
| ------------- | ----------------------------- | ---------------- | --------------------------- |
| 2002          | Spring Subway                 | 开往春天的地铁   |                             |
| 2005          | About Love                    | 关于爱           | Segment Shanghai            |
| 2006          | Curiosity Killed the Cat      | 好奇害死猫       |                             |
| 2007          | The Longest Night in Shanghai | 夜上海           | Coproduction sino-japonaise |
| 2008          | Lost Indulgence               | 秘岸             |                             |
| 2011          | Eternal Moment                | 将爱             |                             |
| 2013          | Forgetting to Know You        | 忘了去懂你       |                             |
| 2014          | Five Minutes to Tomorrow      | 深夜前的五分钟   | Acteur                      |
| 2014          | Fleet of Time                 | 匆匆那年         |                             |
| 2016          | Mr. Nian                      | 年兽大作战       | Acteur                      |
| 2016          | Run for Love                  | 奔爱             |                             |
| 2016          | I Belonged to You             | 从你的全世界路过 |                             |
| 2019          | My People, My Country         | 我和我的祖国     | Segment En passant par      |
| Prochainement | Descendants of the Sun        |                  |                             |